# Sly Cooper: Thieves in Time
Sly Cooper: Thieves In Time (även känt som Sly 4) är ett Playstation 3-spel som släpptes 2012. Spelet utannonserades på E3-mässan 2011. Företaget som utvecklade spelet heter Sanzaru Games och har tidigare skött portningen av de tidigare Sly Cooper-spelen till samlingen The Sly Collection. Spelet är uppföljaren till Sly 3: Honor Among Thieves.

## Handling
Sidor i Thievius Raccoonus försvinner mitt framför Bentleys ögon och ganska snart blir boken förlorad i tiden. Bentley kallar samman Cooper-gänget för ett nytt äventyr där de försöker hitta den skyldige. Under sin resa med Bentleys nya tidsmaskin kommer gänget att träffa hans förfäder som har skrivit ner allting i boken under alla århundraden, de kommer även att hjälpa Cooper-gänget att besegra skurkarna som ligger bakom försvinnandet av Thievius Raccoonus. Cooper-ligan möter Carmelita Fox som berättar att det är konstsamlaren LeParadox som har skickat sina medhjälpare tillbaka i tiden för att radera ut Cooperklanen ur historien. 
Till slut lyckas gänget spåra LeParadox luftskepp. Sly tar sig till LeParadox för att göra upp man mot man, och tillsammans med sina förfäder lyckas han sänka luftskeppet och ta hand om LeParadox. Men, efter kraschen hittas aldrig Sly. Efter flera veckors letande inser Murray och Bentley att han är borta. Men, de kommer aldrig ge upp. En vacker dag kommer de hitta den smidigaste tvättbjörnen som någonsin levt, oavsett var, eller när, han befinner sig.